# Giza (muhafaza)
Giza (arab. الجيزة) – prowincja gubernatorska (muhafaza) w Egipcie, w centralnej i północnej części. Zajmuje powierzchnię 13 184 km², z czego tylko 1191 km² to tereny zamieszkane. Stolicą administracyjną jest Giza.

## Demografia
Według spisu powszechnego w listopadzie 2006 roku populacja muhafazy liczyła 6 294 319 mieszkańców, natomiast według szacunków 1 stycznia 2015 roku zamieszkiwało ją 7 585 115 osób.